# ICub

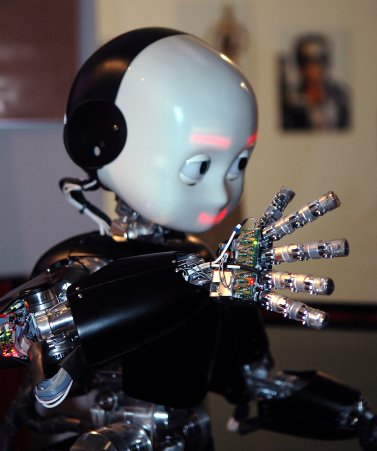
iCub

iCub — гуманоїдний робот, що розробляється консорціумом «The RobotCub Project». Як основні наукові цілі були обрані дослідження когнітивної (що навчається) маніпуляції (жестикуляція, імітація рухів, взаємодія за допомогою системи жестів), сприйняття навколишнього середовища, пересування, асоціативне сприйняття людської мови.
Як головну інженерну мету було висунуто створення гуманоїдної платформи, загальновживаної для всього наукового співтовариства.